# Clarisse Leite

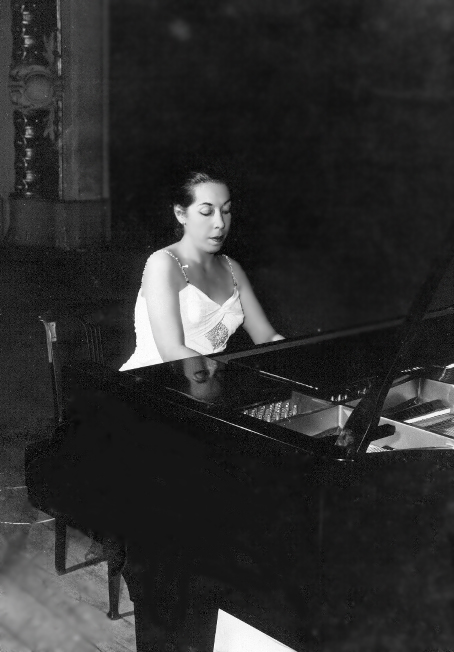
Clarisse Leite apresentando-se ao piano no Teatro Municipal de São Paulo.

Clarisse Leite Dias Baptista (São Paulo, 11 de janeiro de 1917 — São Paulo, 11 de maio de 2003) foi uma compositora, pianista e professora de música brasileira.

## Vida pessoal
Clarisse casou-se com César Dias Baptista, escritor, poeta e jornalista, e tiveram três filhos: Cláudio César Dias Baptista, Arnaldo Dias Baptista e Sérgio Dias Baptista. O primogênito, Cláudio (CCDB) foi, com Raphael Vilardi, o originador do conjunto musical que veio a denominar-se Os Mutantes, no qual também se apresentava Rita Lee.
Clarisse, com seu marido César, tudo fez para colaborar com os filhos nas atividades musicais, as quais incluíam a tecnologia aplicada por Cláudio César nos instrumentos musicais e aparelhos eletrônicos que, tanto quanto a música, elevaram o conjunto ao sucesso.

## Trajetória artística
Estudou com Zilda Leite Rizzo, José Kliass e Teodoro Nogueira (composição) e Orestes Farinelle (orquestração).
Em 1930 foi premiada pelo Conservatório Dramático e Musical de São Paulo com bolsa de estudos para a França. Dois anos depois, obteve o primeiro prêmio em concurso, a medalha de ouro Gomes Cardim.[carece de fontes?]
Deu curso de técnica e ginástica anatômica (método criado por ela) na Escola Superior de Música Santa Marcelina, de São Paulo; na Faculdade de Música Pio XII, em Bauru (SP); no Conservatório de Lavignac, em Santos (SP); e no Instituto Beethoven, em São Vicente (SP); além de cursos de interpretação em Criciúma (SC), São Paulo, Bauru e Ribeirão Preto (SP).
Com a colaboração do Consulado do Japão, divulgou música erudita japonesa no Brasil; em troca, seu Concerto nº 1 foi apresentado no Festival da Primavera, em Tóquio, em 1977.
Realizou vários recitais no país, além de apresentações na Áustria e Hungria. Promoveu os concursos Clarisse Leite, realizados anualmente em todo interior paulista.